# Delphine Alexandrine Zier
Pour les articles homonymes, voir Zier.
Delphine Alexandrine Zier est une artiste peintre et miniaturiste française de portraits et de natures mortes, née le 5 août 1817 à Paris où elle est morte le 4 mai 1904.

## Biographie
Delphine Alexandrine Zier, fille de Jean Chrysostome Zier, horloger, et de son épouse, Rose Alexandrine Carcel, est née le 5 août 1817 à Paris, au no 18 de la rue de l'Arbre-Sec, dans l'ancien 4e arrondissement. Par sa mère, elle est la petite-fille de l'horloger Bertrand Guillaume Carcel, inventeur des lampes mécaniques Carcel (en). En 1821, sa grand-mère maternelle et son père tenaient toujours les ateliers et la boutique Carcel, rue de l'Arbre-Sec.
Delphine Zier étudie la peinture auprès de Louise Adélaïde Desnos et de Louis Hersent. Elle a exposé ses œuvres au Salon de 1849 à 1872.
Vers 1874, elle propose à la Société française de navigation aérienne un perfectionnement destiné à améliorer les appareils de mesure des ballons. Selon l'aéronaute Abel Hureau de Villeneuve, qui rapporte cette proposition, il s'agirait d'un « perfectionnement important », qu'il résume ainsi : « [Elle] a compris la difficulté que l'on trouve à construire des appareils enregistreurs destinés à supporter des températures de 30 à 40 degrés au-dessous de zéro. Elle a donc proposé de supprimer l'huile qui sert à lubréfier les engrenages, car cette huile se congèle par le froid, et de monter les axes de rotations sur des trous en rubis qu'on n'a pas besoin de graisser. ».
Elle meurt le 4 mai 1904 à son domicile, au no 2, boulevard du Temple, dans le 11e arrondissement de Paris.

## Œuvres exposées aux Salons
- Une perdrix, Salon de 1849[4]
- Portraits de Mlles J... L... et C... L..., miniature, Salon de 1853[4]
- Portrait de M. B..., lieutenant d'artillerie de marine, Salon de 1870[4]
- Portrait de M. C. G..., Salon de 1872[4]